# Фучило, Ярослав Дмитриевич
Ярослав Дмитриевич Фучило (укр. Ярослав Дмитрович Фучило; 27 сентября 1962 года, село Остапье, Тернопольская область) — украинский лесовод, академик Лесоводческой академии наук Украины (ЛАНУ), профессор кафедры лесовосстановления и лесоразведения Национального университета биоресурсов и природопользования Украины. Старший научный сотрудник (2000). Доктор сельскохозяйственных наук (2006).

## Биография
Ярослав Дмитриевич Фучило родился 27 сентября 1962 года в селе Остапье. В 1984 году окончил лесохозяйственный факультет Украинской сельскохозяйственной академии в Киеве (позднее — Национальный аграрный университет, ныне — Национальный университет биоресурсов и природопользования). Специальность по диплому — «Лесное хозяйство», квалификация — «Инженер лесного хозяйства».
После окончания академии был направлен на работу в Тетеревский опытно-производственный гослесхоз Киевской области, где работал до 1992 г. В разное время занимал должности технического руководителя нижнего склада, инженера охраны труда, помощника лесничего, инженера охраны и защиты леса.
- С 1992 по 1994 годы работал инженером по материально-технического снабжения Чернобыльского строительно-монтажного предприятия в городе Чернобыль.
- В 1994—1999 годах — старший научный сотрудник Боярской лесной исследовательской станции[укр.] Национального аграрного университета.
- В 1999—2000 годах — заведующий лабораторией плантационного лесовыращивания Боярской лесной исследовательской станции.
- В 2000—2003 годах — докторант Национального аграрного университета
- В 2003—2006 годах — ведущий научный сотрудник НИИ лесоводства и декоративного садоводства Национального аграрного университета.
- С 2007 по 2009 годы — главный научный сотрудник, заместитель директора ОП Национального университета биоресурсов и природопользования Украины «Боярская лесная опытная станция».
- С сентября 2009 по август 2011 года — и. о. заведующего, профессор кафедры технологии лесохозяйственного производства Национального университета биоресурсов и природопользования
- С сентября 2011 — профессор кафедры лесовосстановления и лесоразведения.

Является членом проблемного совета НИИ лесоводства и декоративного садоводства Национального университета биоресурсов и природопользования.
Доктор сельскохозяйственных наук: докторскую диссертацию защитил в 2006 году в Национальном аграрном университете по специальности 06.03.01 — лесные культуры и фитомелиораци. Старший научный сотрудник: получил учёное звание в 2000 году по специальности «Лесные культуры, селекция, семеноводство» по кафедре лесных культур Национального аграрного университета.

## Научная и педагогическая деятельность
Преподавательскую деятельность осуществляет с 2004 года на кафедре лесовосстановления и лесоразведения Национального университета биоресурсов и природопользования Украины (в 2009—2011 годах — на кафедре технологии лесохозяйственного производства). Проводит подготовку специалистов по направлению «Лесное и садово-парковое хозяйство» по специальности «Лесное хозяйство». Основные учебные дисциплины ОКР «Бакалавр»: лесные культуры, с ОКР «Специалист» и «Магистр» — промышленные методы лесовыращивания, повышение продуктивности лесов лесокультурных методами. Имеет научный стаж работы 18 лет, педагогический — 8 лет.
Проводит научные исследования в направлении изучения проблем искусственного возобновления лесов, плантационного лесовыращивания хвойных и лиственных пород, лесной селекции. Является автором двух сортов древесных пород: сосна обыкновенная «Боярская-1» и ива прутовидная «Тернопольская» и руководителем научных тем Национального университета биоресурсов и природопользования Украины по проблемам интенсивного лесовыращивания.
Является автором и соавтором более 150 научных и учебно-методических трудов. Среди них — 9 монографий, 17 методических разработок и брошюр, около 70 научных статей. Наиболее важные публикации:
- Гордієнко М. І., Фучило Я. Д., Гойчук А. Ф.[укр.] Чагарникові верби рівнинної частини України. — К.: ІАЕ УААН, 2002. — 174 с.
- Рибак В. О.[укр.], Гордієнко М. І., Маурер В. М., Грінченко В. В., Гордієнко Н. М., Фучило Я. Д. Досвід лісокультурної справи Боярської ЛДС НАУ. — К.: ПП «ППНВ», 2005. — 522 с.
- Фучило Я. Д., Ониськів М. І., Сбитна М. В. Біологічні та технологічні основи плантаційного лісовирощування. — К.: ННЦ «Інститут аграрної економіки», 2006. — 394 с.
- Фучило Я. Д., Сбитна М. В. Верби України (біологія, екологія, використання). — К.: Логос, 2009. — 200 с.
- Фучило Я. Д. Плантаційне лісовирощування: теорія, практика, перспективи. — К.: Логос, 2011. — 464 с.

Руководство аспирантурой осуществляет с 2006 года. Под его руководством защищено 2 кандидатские диссертации. Является членом специализированных учёных советов Национального университета биоресурсов и природопользования Украины в г. Киеве и Национального лесотехнического университета Украины во Львове.